# Legio IX Hispana
La Legio IX Hispana (ou la neuvième Légion Hispanique) était une légion romaine probablement levée par Jules César avant 58 av. J.-C., pour ses expéditions militaires en Gaule, la fameuse guerre des Gaules. On considère parfois que la légion a disparu sous le règne de Marc Aurèle au IIe siècle, détruite lors de la défaite d'Elegeia en 161, mais la dernière trace effective de la Neuvième légion se trouve à Nimègue vers 130.
Le symbole de la légion n'est pas connu bien qu'il soit probablement un aigle, comme pour les autres légions créées par César.

## Histoire

### Création
Les origines de cette légion ne sont pas clairement connues, car les références écrites à son propos sont rares. Son nom se réfère à l'Hispania, nom donné par les Romains à toute la péninsule Ibérique. Diverses sources suggèrent qu'elle fut l'une des plus anciennes  légions de l'armée impériale romaine avec les Legio VII Claudia Pia Fidelis, Legio VIII Augusta et Legio X Gemina.

### La guerre des Gaules
Sa première participation connue remonte à sa présence à Aquilée (dès 58 av. J.-C. en Illyrie), avec les VII et VIII sous les ordres de Jules César, alors proconsul. Elle participa ensuite à toutes les campagnes en Gaule jusqu'en 52 av. J.-C.
Plus tard, elle resta fidèle à César pendant la guerre civile contre la faction conservatrice du Sénat romain conduite par Pompée. Ses soldats combattirent dans les batailles de Dyrrhachium et de Pharsale 48 av. J.-C. et dans la campagne africaine de 46 av. J.-C.
À la suite de cette victoire finale, César démobilisa la légion et installa ses vétérans dans la région de Picenum.

### Missions en Europe
À la suite de l'assassinat de César, Octave rappelle les vétérans de la IX pour combattre la rébellion de Sextus Pompée en Sicile. Après sa défaite de celui-ci, elle fut envoyée dans la province de Macédoine, où elle prit le surnom de Macedonica. 
La Neuvième resta avec Octave dans sa lutte contre Marc Antoine en 31 av. J.-C. et combattit à ses côtés dans la bataille d'Actium. Une fois qu'Octave domina le monde romain, devenant l'empereur Auguste, la légion fut envoyée en Hispania pour participer activement aux guerres cantabres de 25 à 13 av. J.-C. Elle dut sans doute son nouveau surnom de Hispana à ces opérations dans lesquelles elle se distingua au combat.
Après cela, la légion fut affectée à la frontière sur le Rhin, contre les tribus germaniques. À la suite de l'abandon de la rive orientale du Rhin (après le désastre de la bataille de Teutobourg en l'an 9), la IX fut relocalisée en Pannonie.

#### Invasion de la Bretagne
En 43, elle prit part à l'Conquête romaine de la Grande-Bretagne conduite par l'empereur Claude et le général Aulus Plautius. Sous le commandement de Caesius Nasica, elle mit fin à la première révolte de Venutius entre 52 et 57. La IX souffrit d'importantes pertes sous la direction de Quintus Petillius Cerialis lors de la rébellion de Boudicca en 61 et fut rapidement renforcée par 2 000 légionnaires des provinces germaniques.
En 71, en vue d'opérations contre les Brigantes elle établit une forteresse qui devint la colonie d'Eboracum (l'actuelle York).
En 83-84, la Neuvième légion faisait partie des troupes d'Agricola lors de la campagne contre les Calédoniens en Écosse. Comme elle passait pour la plus faible, l'ennemi attaqua son camp pendant la nuit, provoquant l'affolement. L'intervention d'Agricola en personne rétablit la situation. Les hommes de la Neuvième légion reprirent courage et l'ennemi fut refoulé par des troupes auxiliaires bataves et tongres lors de la bataille du mont Graupius,.

#### Soutien à la guerre contre les Chattes
En 83, un détachement des troupes de la légion (vexillation) est envoyé soutenir l'offensive commencée par Domitien en Germanie, contre les Chattes. Sa présence sur ce front d'opération est confirmée par la découverte d'inscriptions, dont une concernant un de ses tribuns, Lucius Roscius Aelianus Maecius Celer. Il est précisé qu'il a mené une vexillation de cette armée contre les Germains. La présence de tuiles, dans la forteresse de Mirebeau-sur-Bèze, atteste sa présence dans la région à cette époque.

### Disparition

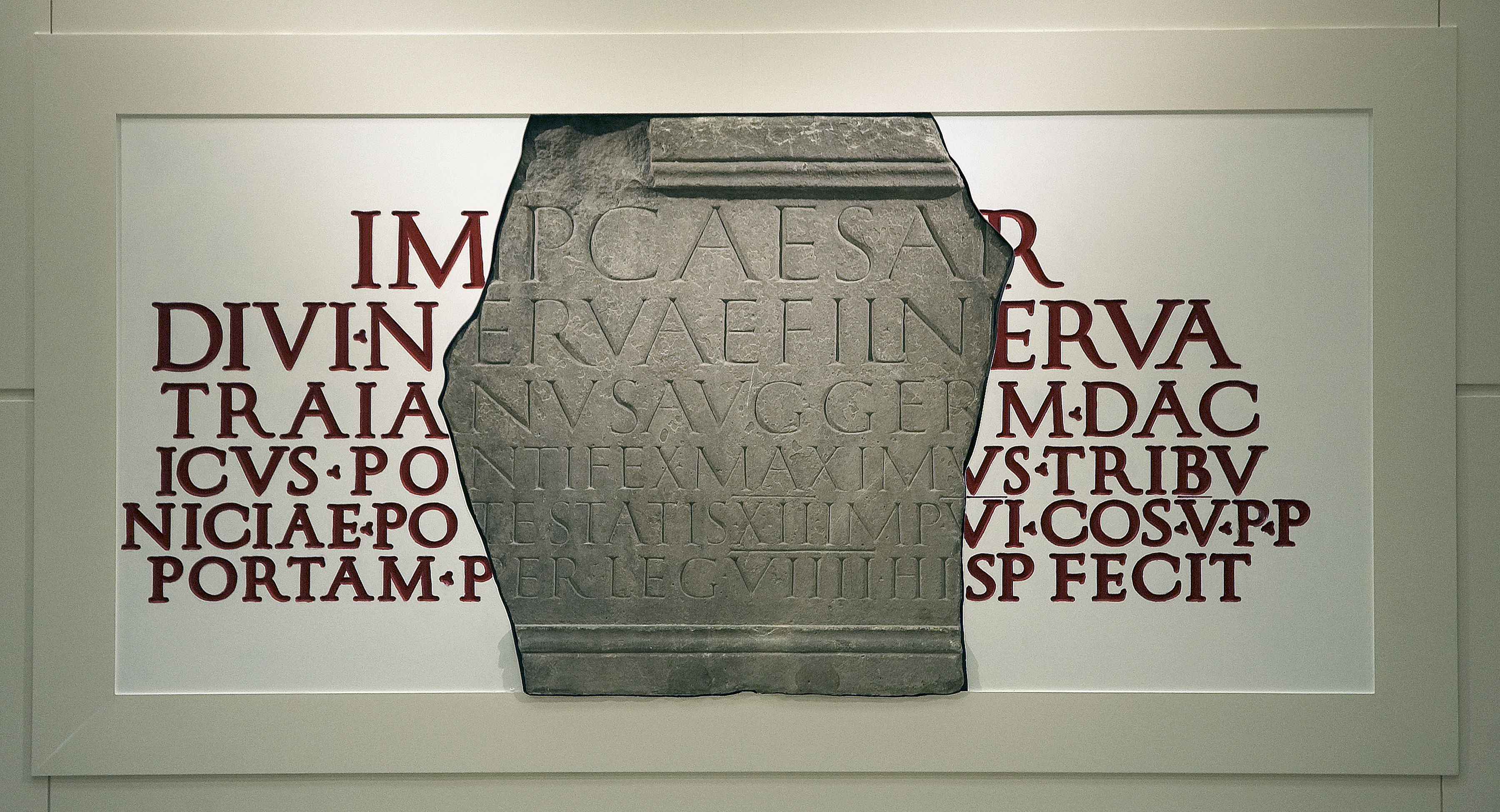
Inscription d'Eboracum mentionnant LEG IX

Sa présence en Bretagne est attestée pour la dernière fois par une inscription d'Eboracum (York), commémorant la construction d'une porte en 107-108. Si pendant longtemps, elle fut réputée pour avoir disparu en 117, il y a de nombreuses traces de sa présence à une date postérieure. La présence de la IX est attestée en 121 à Nimègue.
Elle disparut vraisemblablement dans l'est de l'Empire, comme la Legio XXII Deiotariana, soit lors de la révolte de Shimon bar Kokhba en Palestine, soit dans une guerre contre les Parthes en 161,.

## Évocations dans la fiction
Les hauts faits, réels ou imaginaires, de la Legio IX Hispana sont mis en scène, témoignant de la fascination suscitée par cette légion dans l'esprit du public.
La Neuvième légion est présente dans le film La Dernière Légion (The Last Legion), accourant au secours du dernier empereur romain d'Occident Romulus Augustule qui s’est réfugié avec l’épée de César en Bretagne à la suite de la chute de Rome en 476 après J.-C.
Dans la série télévisée Britannia, les troupes romaines menée par Aulus Plautius sont désignés comme étant la Neuvième légion .
Par ailleurs, le mystère de la disparition de la Legio IX Hispana a inspiré les auteurs de fictions, qui en ont proposé diverses explications. 
Dans la littérature, l'auteure britannique Rosemary Sutcliff traite ce sujet dans son roman The Eagle of the Ninth (L'Aigle de la Neuvième Légion) paru en 1954. Dans ce roman, la légion disparaît en Calédonie, au-delà du mur d'Hadrien ; l'intrigue relate le voyage du fils du centurion de la légion, qui tente de retrouver l'emblème en forme d'aigle disparue en même temps qu'elle. Ce roman est adapté à l'écran en 2011 par Kevin McDonald dans le film homonyme L'Aigle de la Neuvième Légion.
Le péplum Centurion de Neil Marshall (sorti en 2010) relate le massacre de la légion par des Pictes et le difficile retour de ses survivants vers le territoire romain.
La disparition de la Neuvième légion fait également l'objet de l'intrigue de l'épisode 10 de la saison 10 de la série télévisée britannique de science-fiction Doctor Who intitulé Les Mange-lumière.